# Templin
Templin (pronunciación en alemán: /tɛmˈpliːn/ⓘ) es un municipio situado en el distrito de Uckermark, en el estado federado de Brandeburgo (Alemania), a una altitud de 60 metros. Su población a finales de 2016 era de 16 000 habs. y su densidad poblacional, 43 hab/km².

## Historia
La ciudad fue mencionada por primera vez en una escritura de 1270 emitida por Enrique de Ostheeren, obispo de Brandeburgo. Luego, una posesión de los margraves ascanianos de Brandeburgo, apareció como una ciudad en 1314 bajo el mando del margrave Valdemar, quien en 1317 concluyó el Tratado de Templin aquí, poniendo fin a la guerra contra Dinamarca, Mecklemburgo y el Ducado de Pomerania. Muy devastado por las tropas danesas en la Guerra de los Treinta Años, Templin a partir de 1816 perteneció a la provincia prusiana de Brandeburgo, cerca de la frontera con Mecklenburg-Strelitz.

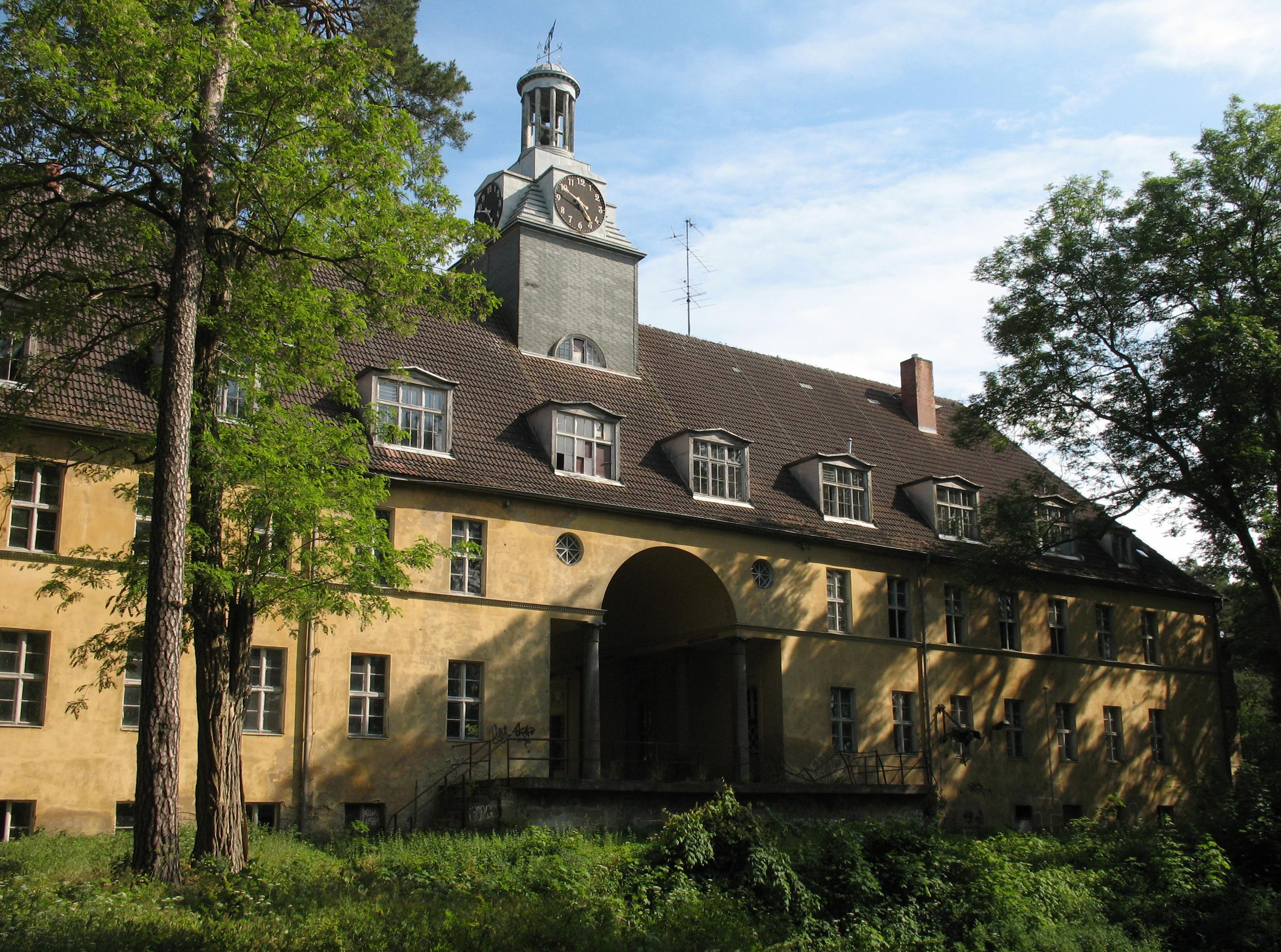
Antiguo internado electoral de Brandeburgo (Gimnasio Joachimsthaler)

A partir de 1912, Templin fue la sede del internado electoral de Brandeburgo (Joachimsthalsches Gymnasium) establecido en 1601 por el elector Joaquín Federico I de Brandeburgo en la cercana Joachimsthal. La escuela finalmente se disolvió en 1953. Hoy, Templin tiene una escuela primaria moderna construida en 1997.

## Demografía
- Tendencia poblacional desde 1875 (línea azul: población; línea punteada: comparación con tendencias poblacionales del estado de Brandenburg; fondo gris: tiempo de gobierno Nazi; fondo rojo: tiempo de Gobierno comunista)
- Proyecciones y desarrollo poblacional reciente (Desarrollo poblacional antes del censo del 2011 (línea azul); Desarrollo poblacional reciente de acuerdo al Censo en Alemania del 2011 (línea azul con bordes); Proyecciones ofiales para el período 2005-2030 (línea amarilla); para el período 2017-2030 (línea escarlata); para el período 2020-2030 (línea verde)

## Ciudades hermanadas
Templin mantiene un hermanamiento de ciudades con:
- Bad Lippspringe, Renania del Norte-Westfalia, Alemania.
- Połczyn-Zdrój, Pomerania Occidental, Polonia.